# Insulasaurus traanorum
Insulasaurus traanorum là một loài thằn lằn trong họ Scincidae. Loài này được Linkem, Diesmos & Brown mô tả khoa học đầu tiên năm 2010.